# 距离摩擦
距离摩擦是地理学的一个核心原则，它是指运动有某种形式的成本，例如体力、能量、时间和/或其他形式的资源消耗，并且这些成本与运动的距离成正比。这种成本反映了对运动的阻碍，类似于经典力学中摩擦力对运动的影响（但与之没有直接关系）。为了尽可能减少这种摩擦的损失，自然界和人类社会产生了诸如经济集聚、動物迁徙等各种地理模式；距离摩擦还是空间分析的许多理论和技术的基础，例如托布勒的地理学第一定律、戴克斯特拉算法，以及成本距离分析。距离摩擦在很大程度上是地理在世界的诸多方面都有重要地位的要因，不过其重要性一定程度上在随着交通和通信技术的发展而下降。

## 历史
“距离摩擦”一词由谁首创尚不清楚，但自19世纪学术地理学兴起以来，按距离计算的成本对地理活动和地理模式的影响一直是研究中的核心要素。范杜能的城郊土地利用的孤立国模型（1826年）可能是地理学最早的理论，其中直接以运费作为决定各种农产品在离城镇多远的地方生产能够盈利的因素之一。阿尔弗雷德·韦伯（1909）的工业区位论和瓦尔特·克里斯塔勒（1933）的中心地理論，其基础都是以出行成本最小化的的理念来进行空间优化。
到1920年代，社会科学家开始将物理学原理（严格而言是其数学形式）融入他们的研究，例如引力模型，特别是牛顿万有引力定律的平方反比定律。地理学家很快发现，许多地方之间的相互作用——无论是城市之间的迁移，还是愿意光顾某商店的居民的分布——都表现出这种因出行距离最小化而形成的距离衰减。1950年代的计量革命和随后的空间分析兴起期间，引力模型等距离优化模型得到了普遍应用。 Gerald Carrothers（1956）是第一个明确使用“摩擦”来类比距离效应的人之一，其中蕴含的思想是，在距离优化中，效应会因局部因素而异。英·瑪哈是最早提出距离成本在多个方面的性质的学者之一，其成果发表在Design with Nature（1969）上，不过他最初并没有采用数学或计算方法来优化。
1970年代开始的计算地理时代中，许多既有的邻近模型以及新提出算法都得到了自动化，成为地理信息系统中的分析工具，使之更容易为专业人士广泛使用。这些工具往往侧重于可以确定性解决的问题，例如缓冲区、成本距离分析、插值和网络路径。其他应用距离摩擦的问题要复杂得多（即NP困难），例如旅行推销员问题和聚类分析，解决它们的自动化工具（通常使用启发式算法，如k-平均聚类）较少在GIS软件中提供，或比较晚才提供。

## 距离成本
试举以下一例：一位徒步旅行者站在树木繁茂的山坡上，欲前往山的另一边。理论上，他有无数条到达目的地的可选路径。直接越过山峰的成本比较“高昂”，因为每爬10米就需要耗费很大的力气。在树林中穿行10米耗费的时间和精力，远比沿着已开辟的小径或开阔草地走10米耗费的更多。沿着盘山道路走水平路线，每10米的成本（无论是精力还是时间）低得多，但总成本会因距离更长而累积。在每种情况下行驶10米所需的时间和/或精力，就是距离摩擦的量度。确定最优路线需要平衡这些成本，可以使用成本距离分析技术来解决。
再举一例：一人欲从家里开车到最近的医院。在路网的许多（但有限的）可选路线中，距离最短的路线要经过限速很低、需要频繁启停的居民区。一条备选路线是沿着绕过居民区的高速公路行驶，其距离明显更长，但限速更高且不需要频繁停车。因此，这种替代方案的单位距离（在这种情况下为单位时间）的摩擦要低得多，但成本会在更长的距离上累积，因此需要计算以确定最优值（总行程时间最短）。这种情况下通常使用网络分析算法，相关算法在Google地图等网络地图中得到了应用。
与距离成正比的成本可能有多种形式，在具体的地理条件下，每种形式都可能重要，也可能不重要：
- 旅行成本：穿越空间所需的资源。其通常表现为时间、能源或燃料消耗，但也可能包括更主观的成本，例如滋扰。
- 交通成本：旅客总量超过空间的最佳容量（通常是线性网络中）造成的阻碍。
- 建设成本：建造使穿越空间成为可能的基础设施（例如道路、管道和电缆）所需要的资源。
- 环境影响：由基础设施或沿途旅行对自然或人类环境造成的负面影响。例如，人们希望尽量减少修建高速公路而破坏的居民区或湿地的长度。

其中，一些成本很容易量化和衡量，例如运输时间、燃料消耗和建设成本，因此自然地可使用最佳化算法。然而，由于随时间的变化（例如，通过道路网的旅行时间取决于不断变化的交通量）或个别情况的变化（例如，司机想开得多快），其预测可能存在很大的不确定性。还有一些类型的成本，由于其特性或主观性质而更难衡量，例如政治抗议或生态影响；它们往往需要以指数或量表的形式创建“伪措施”才能操作化。
所有这些成本都是场（field），因为它们是内含空间性质的（单位距离成本的“密度”），并且随空间而变化。成本场（cost field，通常称为成本表面）可能是一个连续的、平滑的函数，也可能包含突变。这种成本的可变性既发生在无约束的（二维或三维）空间中，也发生在受限的网络中，例如道路和电信网络。

## 应用
大量的地理理论、空间分析技术和GIS应用都是直接基于距离摩擦的实际效应：
- 托布勒的地理学第一定律，或其形式表述空间自相关，指出相邻地点会比相隔较远的地点更可能在许多方面相似，这通常是它们之间一直存在着更强的相互作用的结果。
- 引力模型、距离衰减和其他空间相互作用模型，都是基于两个位置之间的相互作用的强度随着距离摩擦增加而减小的趋势，其形式通常类似于（数学上而非物理上的类似）物理学中常见的平方反比定律（例如照度和引力）。[8]
- 集聚经济是指经常相互交流的机构在物理空间中相互靠近的趋势，例如大城市的商业服务（廣告、金融等）集中在企业总部附近。
- 区位论中有许多理论和技术，基于最小化旅行成本来确定特定类型的活动的最佳位置。著名的例子包括20世纪的范杜能、克里斯塔勒和韦伯的经典理论，以及GIS时代的区位分配（location-allocation）算法。
- 网络分析包括许多问题和技术，用于对限制在线性网络或图形（例如道路、公共设施或溪流）中的旅行进行建模。其中许多是最小化旅行成本的最佳化問題，如寻找两点之间的最小成本路径时常用的戴克斯特拉算法。
- 成本距离分析，用于在成本随地理场变化的无约束空间中寻找最小成本路径的一系列算法。
- 人类和动物的迁徙，通常被视为保持在原地不动（由于距离摩擦）的好处，与促使他们离开或移动到另一处的“推/拉”因素之间相互平衡的结果。[9]
- 空间扩散是文化、思想和制度随着时间的推移在空间中传播的过程，其中一个地方采用另一地方的要素的意愿克服了距离摩擦。
- 時間地理學探讨了人类活动如何受到运动能力制约的影响，特别是受到时间成本的影响。

## 时空收敛
历史上，大多数类型的运动，距离摩擦成本非常高，使得长距离移动和互动相对缓慢和罕见（但并非全无）。其结果是形成了地域性显著人文地理景观，表现在語言和经济等多方面。自1800年以来，铁路、汽车和电话等技术进步最深远的影响之一是大大降低了人员、货物和信息长距离移动的成本。它引起了广泛的扩散和整合，最终促成了全球化的诸多方面。这种距离摩擦减小的地理效应称为时空收敛（time-space convergence）或成本-空间收敛（cost-space convergence）。
在这些技术中，电信，尤其是互联网，可能影响最为深远。尽管传输信息仍然存在基于距离的成本，例如铺设电缆和产生电磁信号所需的能量（传统上表现为诸如長途電話费等），但对于任何有意义的信息单元而言，这些成本现在都太小了，以致于不再以基于距离的形式来管理之，而是将其捆绑到固定（不基于距离）的服务成本中。例如，移动电话的一部分服务费用涵盖了长途服务的较高成本，但客户看不到它，因此不会根据距离做出通信决策。免运费购物的兴起对零售贸易也有类似的影响。
有人认为，社会的许多方面事实上消除了距离摩擦，导致了“地理学的死亡”，在这种情况下，相对位置以前与许多事务相关，但如今已不再发挥关键作用。如今，在全球范围内进行许多交互，包括零售贸易、企业对企业（B2B）服务和某些类型的远程工作，几乎与在本地距离上交互一样容易。因此，理论上已能够在任何地方以相同的成本提供这些服务。COVID-19大流行已经检验并加速了其中的许多趋势。
但另一方面，也有人留意到，生活其他方面的地理效应反而增强了，或者可能是随着传统上基于距离的方面重要性降低，人们越来越关注那些地理效应强的方面。其中包括一个地方的生活方式设施，例如，当地自然景观或城市夜生活必须亲自体验（需要身体旅行，因此距离摩擦不可避免）。此外，尽管技术上可以远程进行互动，但许多人仍然更喜欢面对面交流，例如商务会议、教育、旅游和购物，它们使得基于距离的影响在可预见的未来内仍然很重要。“摩擦”和“无摩擦”因素的对比趋势需要对地理进行更细致的分析，而不是传统上认为的位置总是很重要的笼统陈述，也不是近来声称位置不再重要的说法。